# Венчик (православие)
Венчик — в русском православии атласная или бумажная лента, полагаемая на лоб умершего при погребении после омовения тела. На венчике помещаются изображения Иисуса Христа, Богородицы и Иоанна Предтечи (т.е. деисус) и текст Тресвятой песни «Святый Боже, Святый Крепкий, Святый Безсмертный, помилуй нас». Возложение венчика на лоб умершего символизирует венец славы, который, по учению церкви, получает в Царствии Небесном христианин за свою праведную жизнь: «А теперь готовится мне венец правды, который даст мне Господь, праведный Судия, в день оный; и не только мне, но и всем, возлюбившим явление Его» (2Тим. 4:8). После окончания отпевания усопшего, при прощании с ним перед погребением, венчик целуют наряду с иконой, полагаемой в гроб.
На погребаемых священников венчик не возлагается.